# .ly
.ly là tên miền quốc gia cấp cao nhất (ccTLD) của Libya.
Chắc chắn tên miền được đăng ký toàn cầu, trực tiếp ở cấp 2, và có một ít trang sử dụng, một số tận dụng nghĩa "ly" trong một số ngôn ngữ và đặt tên như hậu tố, như trong ita.ly Lưu trữ ngày 2 tháng 7 năm 2007 tại Wayback Machine. Những trang như vậy gọi là lách tên miền. Thực ra không có nhiều site ở Lybia sử dụng tên miền này.
Hiện nay, trang lydomains.com trước đây bán tên miền .ly đã chết; theo trang của nhà đăng ký chính thức (nic.ly) nó không còn là nhà đăng ký hợp pháp nữa. Trang đăng ký hứa rằng sẽ có nhiều nhà đăng ký trong tương lại, nhưng hiện giờ chỉ có một LTT.LY Lưu trữ ngày 21 tháng 9 năm 2018 tại Wayback Machine tồn tại, nhưng không có bất cứ cách nào để đăng ký trực tuyến. Hơn nữa LTTnet không cho phép đăng ký tên cấp 2.ly.
Tên miền .ly chính thức cho phép cả đăng ký cấp 2 lẫn cấp 3, mặc dù trang LTT Lưu trữ ngày 21 tháng 9 năm 2018 tại Wayback Machine và Libyan Spider Network Lưu trữ ngày 29 tháng 7 năm 2009 tại Wayback Machine chỉ nói đến đăng ký tên cấp 3. Những tên cấp 2 được đăng ký với cấp 3 là:
- .com.ly: Dịch vụ thương mại
- .net.ly: Dịch vụ liên quan đến Internet
- .gov.ly: Chính phủ và các bộ
- .plc.ly: Công ty nhà nước
- .edu.ly: Cơ quan giáo dục và đào tạo
- .sch.ly: Trường học
- .med.ly: Dịch vụ sức khỏe
- .org.ly: Tổ chức phi lợi nhuận
- .id.ly: Cá nhân